# Club Sportivo Cagliari 1933-1934
Questa pagina raccoglie le informazioni riguardanti il Club Sportivo Cagliari nelle competizioni ufficiali della stagione 1933-1934.

## Rosa
| N. |                     | Ruolo | Calciatore          |
| -- | ------------------- | ----- | ------------------- |
|    | Italia (bandiera)   | A     | Elindo Balata       |
|    | Italia (bandiera)   | D     | Palmiro Bertuccelli |
|    | Italia (bandiera)   | C     | Giuseppe Baccilieri |
|    | Italia (bandiera)   | C     | Attilio Banfi       |
|    | Italia (bandiera)   | P     | Vittorio Bonello    |
|    | Italia (bandiera)   | A     | Nello Benigni       |
|    | Italia (bandiera)   | C     | Luigi Brusa         |
|    | Italia (bandiera)   | C     | Guerrino Cattaneo   |
|    | Italia (bandiera)   | C     | Giovanni Cipriani   |
|    | Ungheria (bandiera) | A     | Domenico D'Alberto  |
|    | Italia (bandiera)   | C     | Aldo Fradelloni     |

| N. |                   | Ruolo | Calciatore         |
| -- | ----------------- | ----- | ------------------ |
|    | Italia (bandiera) | A     | Tonino Fradelloni  |
|    | Italia (bandiera) | C     | Leopoldo Francovig |
|    | Italia (bandiera) | C     | Giuseppe Gobetti   |
|    | Italia (bandiera) | D     | Ilio Guerrini      |
|    | Italia (bandiera) | A     | Gesuino Maxia      |
|    | Italia (bandiera) | C     | Roberto Orani      |
|    | Italia (bandiera) | D     | Michele Puligheddu |
|    | Italia (bandiera) | P     | Leonida Pallotta   |
|    | Italia (bandiera) | D     | Angelo Navone      |
|    | Italia (bandiera) | A     | Ernesto Zambianchi |

## Statistiche

### Statistiche di squadra
| Competizione | Punti | In casa | In casa | In casa | In casa | In casa | In casa | In trasferta | In trasferta | In trasferta | In trasferta | In trasferta | In trasferta | Totale | Totale | Totale | Totale | Totale | Totale | DR  |
| Competizione | Punti | G       | V       | N       | P       | Gf      | Gs      | G            | V            | N            | P            | Gf           | Gs           | G      | V      | N      | P      | Gf     | Gs     | DR  |
| ------------ | ----- | ------- | ------- | ------- | ------- | ------- | ------- | ------------ | ------------ | ------------ | ------------ | ------------ | ------------ | ------ | ------ | ------ | ------ | ------ | ------ | --- |
| Serie B      | 14    | 12      | 6       | 2       | 4       | 18      | 15      | 12           | 0            | 1            | 11           | 4            | 46           | 24     | 6      | 3      | 15     | 22     | 61     | -39 |

### Statistiche dei giocatori
| Giocatore     | Serie B  | Serie B |
| Giocatore     | Presenze | Reti    |
| ------------- | -------- | ------- |
| G. Baccilieri | 22       | 5       |
| E. Balata     | 2        | 0       |
| A. Banfi      | 12       | 0       |
| A. Bedini     | 12       | -38     |
| N. Benigni    | 1        | 0       |
| P. Bertucelli | 1        | 0       |
| V. Bonello    | 14       | 1       |
| L. Brusa      | 1        | 0       |
| G. Cattaneo   | 20       | 2       |
| G. Cipriani   | 11       | 2       |
| D. D'Alberto  | 22       | 2       |
| A. Fradelloni | 2        | 0       |
| T. Fradelloni | 10       | 0       |
| L. Francovig  | 18       | 1       |
| G. Gobetti    | 18       | 0       |
| I. Guerrini   | 20       | 0       |
| G. Maxia      | 3        | 0       |
| E. Navone     | 9        | 0       |
| R. Orani      | 17       | 0       |
| L. Pallotta   | 11       | -21     |
| M. Puligheddu | 15       | 0       |
| E. Zambianchi | 12       | 8       |